# Français (peuple)
Cet article concerne le peuple. Pour la langue, voir français. Pour les homonymes, voir Français (homonymie).
« Peuple français » redirige ici. Pour les périodiques, voir Le Peuple français.
- France
- + 10,000,000
- + 1,000,000
- + 100,000
- + 10,000

Selon le droit français, les Français sont l'ensemble des personnes jouissant individuellement de la nationalité française et collectivement de la France comme territoire souverain, comme peuple ou nation libre.
Historiquement et génétiquement, les Français descendent des Gaulois, un peuple celte, et des Aquitains dans le cas des Gascons. L'ethnonyme qui fait référence aux Francs germanophones a survécu et s’applique maintenant aux Français modernes. Jusqu’à la fin du XIXe siècle, la France était encore une mosaïque de coutumes et d’identités locales et régionales, par exemple au niveau linguistique,. Depuis le début du XXe siècle, la plupart des citoyens français parlent la langue française comme langue maternelle, mais certaines langues comme l'occitan, le francoprovençal, le gallo-italique, l'alsacien, le breton, le catalan, le corse, le basque, le flamand, le grec, le  ou encore les créoles restent parlées dans certaines régions (voir : Politique linguistique de la France).
L'histoire du peuple français commence, selon certains, par l'arrivée de la culture de Hallstatt, il y a 3000 ans, ou, selon d'autres, avec la création du royaume de France, il y a 1500 ans, mais les réflexions autour de sa nature n'ont commencé qu'à la Révolution française, avec une antinomie entre une conception politique assimilationniste et volontariste, et une vision plus ethnoculturelle pouvant être fondée sur le droit du sang.
De par l'histoire et sa position géographique en Europe, la France connaît depuis toujours des mouvements migratoires, de proportions variables. Cette immigration est devenue un phénomène notable au cours de la seconde moitié du XIXe siècle, avec l'immigration d'Italiens, puis au cours des années 1920, notamment pour pallier les lourdes pertes humaines causées par la Première Guerre mondiale. La tendance s'est intensifiée après la Seconde Guerre mondiale à travers un phénomène inédit et massif de recours à des populations d'origines extra-européennes, provenant en grande partie des pays issus du second empire colonial, notamment du continent africain. 
En partant d'une définition de la France comme nation inclusive aux valeurs républicaines universelles, un historien comme Gérard Noiriel envisage la société française comme un « creuset ». Des valeurs voulues universelles furent en effet utilisées pour l’assimilation individuelle des immigrants qui devaient adhérer aux valeurs traditionnelles françaises et à ses normes culturelles. Néanmoins, l'efficacité de ce modèle assimilationniste est de plus en plus remis en cause lors de réflexions autour du thème de l'immigration, comme lors des récentes crises migratoires secouant la France et plus généralement l'Europe occidentale. Par ailleurs, les citoyens français ont assimilé leur nationalité à leur citoyenneté ainsi que le fait la loi française.
Pour des raisons historiques (notamment coloniales), culturelles ou économiques, des Français et des personnes d'ascendance française, dont certains revendiquent une identité culturelle française, peuvent être trouvés dans des pays autres que la France tels que la Suisse (avec la Suisse française), la Belgique (avec la Wallonie administrative), l'Italie (avec la vallée d'Aoste et la Gaule cisalpine), le Canada (avec le Québec, l'Acadie et autres), les États-Unis (avec la Cadie et autres), l'Espagne (avec le val d'Aran), l'Andorre, le Luxembourg, le Royaume-Uni (avec les îles anglo-normandes) et d'autres pays, notamment aux Amériques.

## Vocabulaire
L'adjectif « français » (sans majuscule) peut être employé pour qualifier ce qui est relatif à la France : sa langue, sa civilisation, sa culture. Légalement, le peuple français fait référence à l’ensemble des personnes de nationalité française, qu'ils habitent en France ou à l'étranger.
Selon le droit français, ce sont les citoyens de la République française « sans distinction d'origine, de race, ou de religion », comme énoncé dans l'article premier de la Constitution de la Cinquième République française. Le Code civil définit la nationalité française, les conditions de son obtention ainsi que les droits et devoirs inhérents à celle-ci. Le nombre de Français (au sens de « personnes ayant la nationalité française ») est estimé au 1er janvier 2013 à 65 585 857 habitants moins les 3 817 562 étrangers, plus les 1 611 054 personnes de nationalité française expatriées, soit un total de 63 379 349[pas clair][source insuffisante].

### Groupes ethniques ou ascendants

#### Amérique du Nord
La notion de « groupe ethnique français » est utilisée en Amérique du Nord,,, en 2013, les statistiques publiées par le gouvernement américain estiment à environ 10 millions le nombre d'habitants déclarant un ou plusieurs ancêtres français ou franco-canadiens.

#### France
Au début du XXIe siècle, le concept d'« ethnie » est d’emploi très restreint en France et presque toujours à connotation péjorative. Ce refus d'utiliser la notion d’ethnie s’explique notamment par les deux connotations très négatives qui sont rattachées au concept d’ethnie ou d’origine ethnique en France à savoir aux discriminations pratiquées par la République coloniale et aux persécutions du régime de Vichy,. Ainsi, selon François Heran, les Français n’ont pas conscience d’appartenir à un « groupe ethnique français ». Cependant, la statistique publique en France fait bel et bien des différences entre les Français, puisque depuis 1871, elle leur demande lors des recensements de déclarer s'ils sont Français de naissance ou s’ils sont devenus Français.

## Peuple français

La Liberté guidant le peuple, tableau d'Eugène Delacroix (1830). Cette œuvre est fréquemment utilisée comme symbole du peuple français.

### Définition
Le mot peuple désigne l’« ensemble des hommes vivant en société sur un territoire déterminé et qui, […] présentent une homogénéité relative de civilisation et sont liés par un certain nombre de coutumes et d'institutions communes » ou « ayant une même origine ethnique ou une même religion, ont le sentiment d'appartenir à une même communauté ». Le sens moderne de nation est assez proche de celui de peuple, mais ajoute souvent l'idée d'État (souhaité, autonome ou indépendant). 
La Déclaration du 26 août 1789 et l’influence de Sieyès amorcent un glissement sémantique entre peuple et nation. Le « peuple » français prend une dimension historique, tandis que la « nation » acquiert une dimension politique en acquérant les attributs de la souveraineté de l’ancienne monarchie,,.
L'expression « peuple français » désigne, dans le droit positif français, l'ensemble des personnes de nationalité française auquel appartient constitutionnellement la souveraineté politique, celui au nom duquel la justice est quotidiennement rendue et dans l'intérêt duquel toute action du gouvernement français se justifie. Toutefois, cette expression a pris dans l'histoire des sens différents, notamment avant que la notion de nationalité soit définie au cours du XIXe siècle, et elle a été aussi largement utilisée dans des contextes politiques variés où elle ne désignait pas simplement une notion juridique.

### Révolution française
Les rois de France considéraient qu'ils régnaient sur plusieurs peuples libres dont ils promettaient lors du sacre de reconnaître et de maintenir les différentes coutumes, langues et traditions particulières. La Révolution française ne reconnait qu’un seul peuple uniforme, qu'elle appelle « Nation française », voyant dans l’expression des diversités le danger d'un déchirement en une multitude de petits États comme le soulignait l'abbé Sieyès le 7 septembre 1789 devant l’Assemblée constituante. 
Cette vision jacobine d’un peuple puis d'une nation unie et indivisible se heurte aujourd’hui aux réalités contemporaines telles que la création d’une citoyenneté européenne supranationale, la décentralisation et le statut particulier accordé à certaines collectivités locales hors métropole (Nouvelle-Calédonie par l'accord de Nouméa, Polynésie française, Corse),, ou encore la promotion des langues régionales ou minoritaires. À cela s’ajoute le traitement différencié d’une partie de la population en fonction de variables territoriales et/ou ethniques (comme la discrimination positive) sans compter les problèmes posés par la prise en compte ou non de statistiques ethniques. La loi tente désormais de prendre en compte tous les cas singulier. Ces évolutions récentes posent le problème de l’unité, sociologique et juridique, du peuple français.

### Droit
Dans la tradition constitutionnelle française, la notion de peuple français revêt un caractère de droit positif au nom duquel jugent les tribunaux. La qualification juridique de « peuple français » est aujourd’hui toujours largement employée dans le droit positif français.  Le concept de « peuple français » au sens juridique est rattaché à celui d’unité ou même d’unicité de ce peuple. Cette notion est un héritage fort complexe qui au-delà de la révolution française trouve ses racines théologicopolitiques dans l’époque monarchique.
Les statistiques ethniques ne sont pas autorisées en France (sauf en Nouvelle-Calédonie). Dans l’état civil français, l’origine ethnique n’est pas indiquée et n’a pas d’existence juridique.
Les Français nés hors de France doivent faire la preuve de la nationalité française de leurs ascendants, lorsqu'ils souhaitent renouveler leurs documents d’identité.
La définition de l'État-nation français rejette l’idée selon laquelle le peuple français serait un groupe ethnique particulier. Cette posture explique la difficulté d’identifier le « groupe ethnique français » : la conception française de la nation est radicalement opposée (et de fait a été pensée en opposition) à la conception allemande du Volk (le peuple au sens de « groupe ethnique »). La notion de groupes ethniques en France n'a pas d'existence juridique, sa pertinence est l'objet de vifs débats et l'état civil français ne mentionne aucune caractéristique « ethnique ».

## Citoyenneté et résidence légale
Selon l'Article premier de la Constitution de la Cinquième République française modifié en 2008, la citoyenneté française s'exerce « sans distinction d'origine, de race ou de religion ». Selon ces principes, les citoyens français sont liés entre eux par la langue française et la volonté supposée de vivre ensemble, un « plébiscite de tous les jours » comme l'écrit Ernest Renan dans son essai Qu'est-ce qu'une nation ? (1882). Un grand nombre d'étrangers ont traditionnellement été autorisés à vivre en France et ont réussi à le faire. La demande de citoyenneté française a longtemps impliqué la renonciation à la nationalité précédente, jusqu'à ce que l'article du Code civil qui avait toujours interdit d'avoir deux nationalités soit abrogé, puis que se forment des accords de double citoyenneté entre les deux pays (par exemple, tel est le cas avec la Suisse; en effet, la double nationalité implique que l'on se trouve régit par deux codes civils nationaux différents. La République française ne restreint pas l'accès ou le maintien de ses citoyens a d'autres nationalités.
Les traités européens ont formellement autorisé les déplacements au sein de l’Union européenne et les citoyens européens jouissent du droit à l'emploi (mais pas en tant que stagiaires dans certaines branches réservées par exemple la magistrature).

## La question ethnique dans un contexte de diversité d'origines accrue
Se voyant comme une nation inclusive avec des valeurs universelles, la France a longtemps préconisé l'assimilation. Cependant, le succès de l’assimilation a été remis en question[Par qui ?] récemment[Quand ?] en raison de l’insatisfaction croissante due notamment à l’apparition d’enclaves ethnoculturelles (communautarisme). Les émeutes françaises de 2005 dans certaines banlieues en difficulté (les « quartiers sensibles ») sont un exemple de ces tensions[réf. nécessaire]. Certains analystes[Lesquels ?] refusent cependant d’y voir des conflits ethniques (comme dans d'autres pays comme les États-Unis et le Royaume-Uni) et y voient plutôt des conflits sociaux explicables par des problèmes socio-économiques qui empêchent une bonne intégration. D'autres auteurs, comme le sociologue Hugues Lagrange, expliquent que ces tensions ont pour origines les différences culturelles.

## Histoire du peuplement de la France
Les premiers hommes apparaissent en France métropolitaine il y a plus de 400 000 ans, mais les premiers hommes modernes apparaissent entre -42 000 et -35 000.
Vers -5 500, les premiers agriculteurs arrivent via l'Anatolie. Puis c'est au tour des premiers bergers de s'installer sur le territoire vers -2 600 via la steppe pontique.
Entre -1 000 et -500, les Celtes imposent leur culture, avec l'arrivée de la langue celtique qui deviendra, en Gaule, le gaulois, et de la religion celtique, tandis que les Aquitains gardent leur culture.
Après la guerre des Gaules, les Gaulois et les Aquitains se romanisent en adoptant le latin comme langue commune.
À la suite des campagnes de Clovis I, les Gaulois adoptent le nom de leurs conquérants, les Francs, puis de Français.
À la chute de l'empire romain et du domaine de Soissons, de nombreux français se convertissent au christianisme.
Pendant les siècles qui suivent, les Français se protègent des vagues d'immigration, comme avec la bataille de Poitiers de 732 contre les Sarrazins.
Ce n'est qu'à partir du milieu du XXe siècle que des vagues massives d'étrangers affluent sur la France, avec l'immigration italienne lors de la première grande vague d'immigration dû à la révolution industrielle, puis l'immigration italienne, espagnole, portugaise, allemande et polonaise lors de la deuxième puis de la troisième grande vague d'immigration dû aux besoins de l'entre-deux-guerres puis des trente glorieuses, et finalement avec l'immigration africaine de la quatrième grande vague d'immigration dû aux ingérences des anciennes colonies française d'Afrique.

## Langues

### En France

Une carte des langues et dialectes de la France métropolitaine et des régions frontalières.

La plupart des Français parlent le français comme langue maternelle, mais certaines langues et dialectes comme l’occitan, le corse, le basque, le flamand de France et le breton restent parlées dans leur région relative. Jusqu’à la fin du XIXe siècle, la majorité des Français s’exprimait dans leur langue locale telle que l'occitan, le catalan, l’alsacien, le flamand occidental, le francique lorrain, le saintongeais, le gallo, le picard ou l’arpitan. La disparition des langues régionales est notamment due aux politiques volontaristes de généralisation de la langue française appliquées depuis la Révolution française jusqu'au milieu du XIXe siècle[source insuffisante].
Selon l'historien britannique Eric Hobsbawm, « la langue française a été essentielle à la notion de France », bien qu’en 1789, 50 % du peuple français ne le parlait pas du tout et seulement 12 à 13 % pouvait le parler assez bien. Même dans les zones linguistiques d'oïl (qui sont considérés comme des variantes dialectales du français), le français n’était généralement pas utilisé, à l’exception des centres-villes,.
Selon l'article 2 de la Constitution de la Cinquième République amendé par la loi constitutionnelle du 25 juin 1992, « la langue de la République est le français », faisant de la langue française un élément fondamental de la définition de la République française au même titre que son drapeau, son hymne national ou sa devise « Liberté, Égalité, Fraternité ». Dans sa décision du 4 mai 2000, le Conseil constitutionnel a considéré que l'adoption par la France de la Charte européenne des langues régionales ou minoritaires, en conférant des droits spécifiques à des « groupes » de locuteurs, porterait atteinte aux principes constitutionnels d’indivisibilité, d’égalité et d’unicité du peuple français.

### À l'étranger

Les armoiries royales du Royaume-Uni arborent deux devises en français : « Dieu et mon droit » et « Honi soit qui mal y pense ».

En dehors de la France et de ses territoires d'outre-mer, la langue française, qui a toujours eu le statut de langue internationale, est une langue officielle dans de nombreux[Combien ?] États comme la Belgique, la Suisse, le Luxembourg, ainsi que dans des anciennes possessions ou protectorats français en Afrique (Mali, Sénégal, ..), en Extrême-Orient (Cambodge, Viêt-Nam, ..) et au Proche-Orient (Liban, Syrie, ..), en Amérique (Québec, Louisiane, Haïti....) et en Océanie. Cette francophonie remonte le plus souvent à plusieurs siècles.
Il existe des exceptions: les noirs anglophones de la partie française de l'île de Saint-Martin ont la nationalité française, même s’ils ne parlent pas le français, tandis que leurs voisins haïtiens francophones parlant un créole français n’ont pas la nationalité française. L'adjectif « français » peut être utilisé soit pour désigner un « citoyen français », soit pour désigner un locuteur « francophone » par rapport à des locuteurs non francophones, par exemple au Canada, lors de l'examen des questions internes au Canada.

## Nationalité, citoyenneté, ethnicité

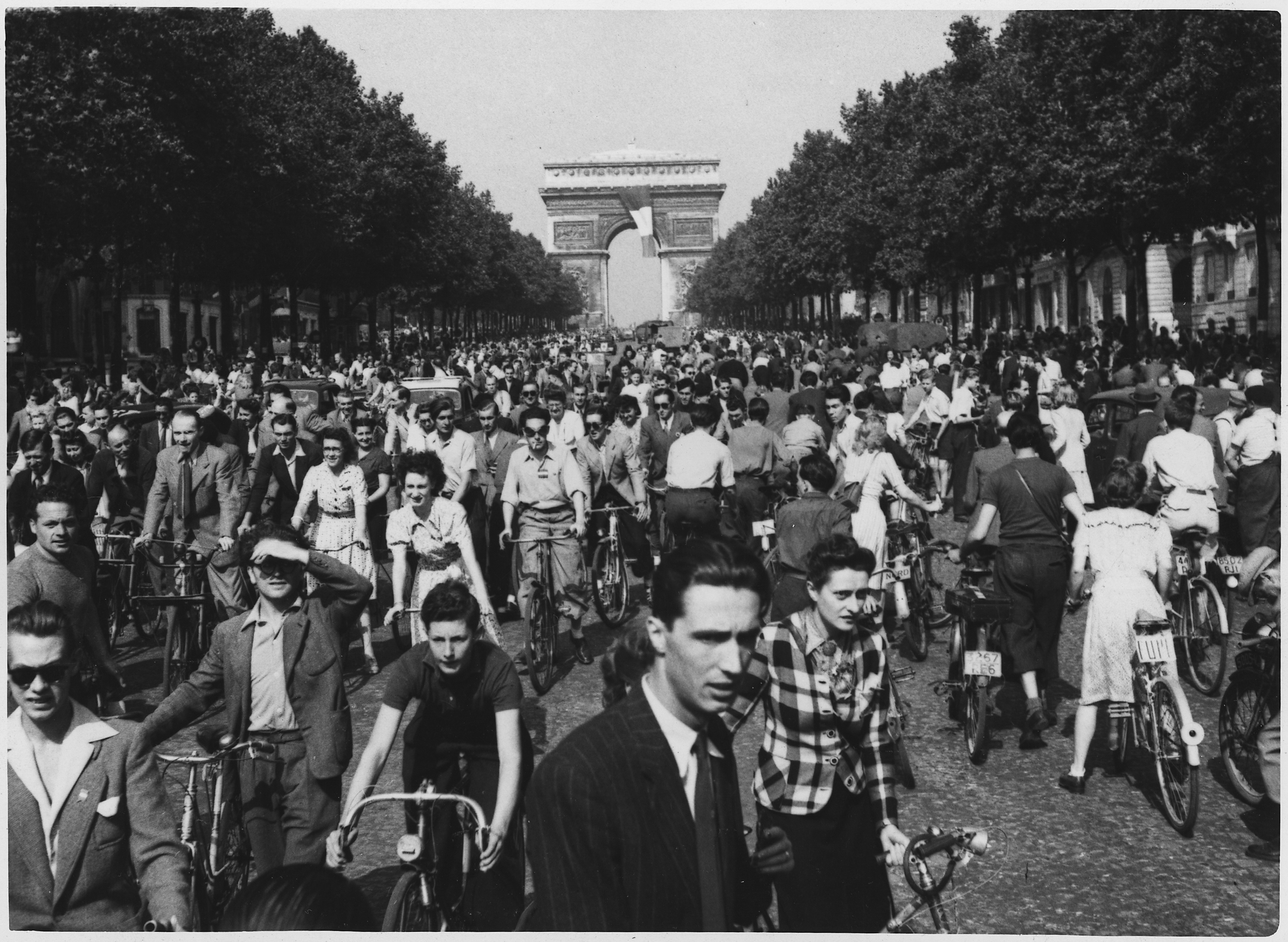
Français à Paris, fin août 1944 après la libération de la ville.

Vercingétorix jette ses armes aux pieds de Jules César, tableau peint par Lionel Royer en 1899.

En 1938, l'anthropologue George Montandon popularise le terme « ethnie française » alors qu'il affirmait en 1935 qu'il n'existe pas de race pure, ni de « race française ». Il utilise cette expression pour désigner un supposé type racial français, comprenant des éléments europoïdes, en l'opposant à une ethnie juive en France en manifestant un antisémitisme soudain et violent.
Selon Dominique Schnapper, « la conception classique française de la nation est celle d'une entité qui, opposée au groupe ethnique, s'affirme comme une communauté ouverte où la volonté de vivre ensemble s'exprime par l'acceptation des règles d'un domaine public unifié qui transcende tous les particularismes ». À cette conception de la nation comme étant composée par une « volonté de vivre ensemble », soutenue par la lecture classique de Ernest Renan de 1882 s’oppose une vision ethno-nationaliste du concept de « Français de souche » ou « indigène » français, parfois relayée par les politiques français,,,. La question de cette identité nationale est très discutée en France, par exemple, lors du débat sur l'identité nationale de novembre 2009.
L'histoire française commence avec les peuples de l'ancienne Gaule bien connue par les Commentaires sur la guerre des Gaules de Jules César, en considérant les peuples Gaulois comme les précurseurs des habitants des différentes régions auxquelles ils ont laissé leurs ethnonymes : Arvernes (Auvergne), Carnutes (Chartres), Lingons (Langres), Parisii (Paris), Pictons (Poitou), Rèmes (Reims), Rutènes (Rouergue), Santons (Saintes), Vénètes (Vannes), etc. soit comme des ancêtres biologiques, soit comme ancêtres culturels et spirituels, ou les deux à la fois,,. Vercingétorix, le chef gaulois qui essaya d'unir les différentes tribus gauloises contre l’invasion romaine, mais fut finalement vaincu par Jules César, est souvent considéré comme un « premier héros national »,. Dans la célèbre bande dessinée française Astérix, les personnages principaux sont des Gaulois patriotiques qui luttent contre les envahisseurs romains,. Aujourd’hui, le terme « gaulois » est utilisé en français pour distinguer un « natif » français d’un Français d'origine immigrée. Cependant, l'identité gauloise a également été adoptée par les Français d'origine non indigènes notamment, Napoléon III, dont la famille paternelle avait des racines italiennes par la Corse déclarait que « la Nouvelle-France, l'ancienne France, la Gaule sont une seule et même personne morale ».
La vision française des origines gauloises a évolué au cours de l'histoire. Avant la Révolution française, selon une théorie de Henri de Boulainvilliers, reprise par Bernardin de Saint-Pierre, la noblesse française était généalogiquement issue de la noblesse franque, tandis que le reste du peuple, les paysans, était issu des Gaulois : les deux ordres représentaient deux peuples qui coexistaient, comme les Arabes et les Berbères en Afrique du Nord. Au milieu du XIXe siècle, le courant d'étude celtique prend de l'ampleur, et c'est Napoléon III qui s'intéresse aux Gaulois, lance des campagnes archéologiques et crée dans le château de Saint-Germain-en-Laye le musée des antiquités nationales consacré à l'archéologie de la Gaule gallo-romaine et de la civilisation gauloise. 
Myriam Krepps de l'université du Nebraska à Omaha fait valoir que la vision d'un « territoire unifié (une terre depuis le début de la civilisation) et d'un peuple unifié », qui relègue à l’arrière-plan « toutes les disparités et les successions de vagues d'envahisseurs » était majoritaire jusqu’à la fin des années 1870.
Contrairement aux États-Unis qui se sont entièrement peuplés, ou plus exactement repeuplés puisque les populations indigènes ont été en partie exterminées, à partir de migrants de provenances diverses et qui ont toujours distingué l'appartenance aux différentes communautés ethniques d'origine, les Français n'ont jamais reconnu d'appartenance ethnique, en dehors de deux exceptions : les appartenances régionales à cause des coutumes sous l'Ancien Régime, et les droits indigènes dans les territoires et protectorats d'Outre-mer. En France, l'utilisation de la catégorisation raciale n'a jamais eu cours en dehors de deux exceptions : le statut des esclaves noirs des îles d'Amérique (Code noir), et le statuts discriminatoire des Juifs pendant l'occupation allemande ; elle a été entièrement abandonnée, sauf pour des questions de signalement policiers pour les délinquants recherchés, la police utilisant encore fréquemment des descriptions de type « Caucasien » ou « N.AF. » (pour « Nord-Africain »). Les mêmes interdictions s’appliquent, depuis l'affaire des fiches au début du XXe siècle, aux données d'appartenance religieuse qui ne peuvent être recensées.

### «Nos ancêtres les Gaulois»
« Nos ancêtres les Gaulois » est une expression utilisée aux XIXe et XXe siècles pour évoquer la Gaule indépendante d'il y a vingt siècles. Expression typique du « roman national », elle sous-tendait notamment le récit de l'histoire de France dans les manuels scolaires de la Troisième République. L’ascendance gauloise, culturelle ou génétique, est un sujet récurrent encore repris par des personnalités politiques.

## Évolution de l'idée de peuple français

### Moyen Âge
Du Moyen Âge à la révolution française, ce sont les rois et les princes qui initient la constitution d'une identité collective au travers de la référence à une continuité dynastique ininterrompue. Le peuple français et la terre de France sont alors le peuple et la terre soumis à l’autorité de ces rois.
Sous l'Ancien Régime, les personnes nées dans un lieu donné étaient réputées « appartenir » à ce lieu. Un exemple des conséquences de cette pratique est que les enfants non nés sur le sol français ne pouvaient pas hériter de leurs parents français (une forme de droit d'aubaine).

### Révolution française
Comme le note Patrick Weil, au début de la Révolution, il n'y avait pas de définition explicite d'un Français. Sous l'Ancien Régime, la jurisprudence définissant la frontière entre la personne française et l'étranger de manière fortuite, à travers des conflits juridiques. Lors de la révolution, il y a une opposition entre la conception de l’aristocratie, qui prône une conception ethnique de la nation, fondée sur l’origine et le droit du sang et les partisans de l’esprit des Lumières adoptant une conception assimilationniste,. À la suite de la Révolution française, la Première République développe l’idée d’un universalisme républicain c’est-à-dire l’égalité de traitement pour tous les citoyens sans distinction d’origine ethnique notamment. Cet universalisme est inscrit dans la Constitution française du 4 octobre 1958, mais l'esclavage n'a pour autant été réellement interdit que par le décret du 27 avril 1848 (après une première abolition avortée pendant la Révolution), et dans l'Empire colonial français, en particulier dans le second espace colonial, l'application de cette idée d’universalisme fut très différente (notamment le régime de l'indigénat dans les colonies seulement aboli par la loi Lamine Guèye de 1946).
La conception contemporaine du peuple français est issue de cette vision jacobine d’un peuple français uni dont la souveraineté n’est parfaite que si elle est entière et ne subit aucune exception au sens de Jean-Jacques Rousseau pour qui la volonté est générale ou elle n’est pas,. L'abbé Sieyès défend l'idée d’adunation[Quoi ?]. La motivation principale des jacobins était de créer une communauté politique et sociale effaçant les particularités locales et les inégalités de l'Ancien Régime. Ce modèle jacobin en imposant une centralisation administrative et une politique d’inspiration rousseauiste visait en pratique à résorber la variété ethnique et culturelle des provinces puis plus tard celle des colonies et des immigrants. Cet « illibéralisme français » se caractérise notamment par le refus d'envisager la constitution de corps intermédiaires.
À rebours de l’universalisme des Lumières et en particulier de Kant, se développe parallèlement une vision fédéraliste du peuple français. La vision barrèsienne décrit le peuple français comme une réalité diverse fondée par le sol, l'histoire, c'est-à-dire les institutions, les conditions de vie et la situation matérielle du peuple ainsi que les traditions et les morts,. C’est la vision hégélienne, pour qui le peuple est une continuité. L’appartenance au peuple ne se déterminant pas par un acte d’adhésion volontariste mais étant au contraire une détermination objective à l’opposé du « plébiscite de tous les jours » d’Ernest Renan. Pour Barrès, l’idée même de « naturalisation » de Français de fraîche date s’intégrant au sein de la communauté « de souche » constitue une aberration. C'est de cet enracinement que naît un fédéralisme d’identités régionales qui ensemble composent le peuple français. Ce nationalisme se constitue autour du rejet du centralisme jacobin qui irait à l’encontre de la tradition française fondée sur le fédéralisme et sur la vision chère à Michelet, d’un « petit peuple » composé de modestes propriétaires terriens et d’artisans.

### Depuis leXXesiècle
La nation prônée traditionnellement par la droite mettrait davantage l’accent sur les références à un passé commun, l’existence d’un noyau historique et culturel lié à un territoire donné tandis que la gauche esquisserait une vision de la nation, vue comme le résultat d’un projet volontariste de vie commune. Cette dualité est la continuation de l'antinomie qui existait déjà à l'époque de la Révolution française entre les partisans d'une nation assimilationniste et ceux partisans d'une nation ethnoculturelle.
Aujourd'hui, la conception moderne de la citoyenneté oscille entre universalisme et multiculturalisme. La nationalité française a été définie durant une longue période principalement par trois facteurs : l'intégration, l'adhésion individuelle, et la primauté du sol (jus soli). La politique d’intégration repose sur des politiques volontaires qui visent à créer une identité commune et à l'intériorisation par chaque individu d'un héritage culturel et historique commun. En France, l'État a précédé la nation et les gouvernements ont mis en œuvre d’importantes politiques volontaires pour la création de cette identité culturelle commune.
D'autre part, l'intériorisation d'un héritage commun est un processus lent, que B. Villalba de l’Université de Lille, compare à une acculturation. Selon lui, « l'intégration est le résultat d'une double volonté : la volonté de la nation de créer une culture commune pour tous les membres de la nation, et la volonté des communautés vivant dans la nation à reconnaître la légitimité de cette culture commune ». Le problème politique étant de savoir si la diversité culturelle, en termes de religion, de différences sociales, d'appartenance nationale, est susceptible d'être transcendée par ce projet commun,. L'influence grandissante de l’approche multiculturaliste fait dire à certains universitaires comme François Miclo, que le principe d’égalité n’était [plus] qu’un principe résiduel.
Cet héritage complexe, en particulier jacobin, explique au moins en partie la difficulté de la classe politique française à faire face au phénomène du communautarisme et l'approche différente qui en est faite par rapport au monde anglo-saxon notamment.
Depuis le milieu des années 1980, il était reproché aux gouvernements de laisser les nouveaux arrivants conserver leurs cultures et traditions distinctives, en lieu et place d’une assimilation. Des analyses sociologiques comme les études d'opinion démentiraient la réalité d'une évolution communautariste de la société française,,. Des études tendraient cependant à démontrer l'inverse et les banlieues seraient « rongées par des dérives communautaristes et clientélistes »,. Plus de 77 % des Français « craignent un danger de repli communautariste ».

### Jus solietjus sanguinis
Pendant l'Ancien Régime (avant la Révolution française de 1789), le jus soli (ou « droit du sol ») était prédominant. Le droit féodal reconnaissait l’allégeance personnelle au souverain, mais les sujets du souverain étaient définis par leur terre natale. Selon la Constitution du 3 septembre 1791, les individus nés en France d'un père étranger et qui vivent en France, ou encore les individus qui, après être né dans un pays étranger d'un père français, sont venus en France et ont jurés serment aux droits civils, peuvent devenir des citoyens français. En raison de la guerre, la méfiance envers les étrangers avait conduit à l'obligation de la part des Français nés à l’étranger de prêter un serment civique avant d'acquérir la nationalité française.
Le Code Napoléon insistait au contraire sur le jus sanguinis (« le droit du sang »). La paternité était le principal critère d’acquisition de la nationalité. Ce nouveau dogme, en brisant toute condition de résidence envers les enfants nés à l'étranger de parents français, créait donc une rupture pour la première fois avec l'ancienne tradition du jus soli. Selon Patrick Weil, la motivation de ce changement n’était pas ethnique mais signifiait que les liens familiaux transmis par le pater familias étaient devenus plus importants que l’allégeance à un souverain.
Avec la loi du 7 février 1851, votée pendant la Deuxième République (1848 - 1852), le « double jus soli » fut introduit dans la législation française, combinant l’origine de naissance avec la paternité. Un enfant né de parents étranger pouvait obtenir la nationalité si ses parents et l’enfant étaient nés en France, la double nationalité étant interdite. Cette loi de 1851 était en partie motivée par le service militaire national. Ce système est resté plus ou moins le même jusqu'à la réforme de 1993 du Code de la nationalité, créé par le Règlement du 9 janvier 1973.
L'extension décisive du jus soli se fait en 1889. Les intérêts en jeu n'étaient ni démographiques ni militaires, mais politiques et idéologiques, constitués par une représentation de l'idée de nation assimilationniste et étatique. 
La réforme de 1993, qui redéfinit la loi sur la nationalité, a été controversée. Elle permettait aux jeunes nés en France de parents étrangers de solliciter la nationalité française entre 16 et 21 ans. Ce fait a été critiqué : en effet, certains[Qui ?] estimaient que le principe de l'égalité devant la loi n’était plus respecté puisque la nationalité française n’était plus accordée automatiquement à la naissance, comme dans la loi classique « double jus soli », mais devait être demandée à l'entrée dans l'âge adulte. Désormais, les enfants nés en France de parents français étaient différenciés des enfants nés en France de parents étrangers, ce qui créait une inégalité entre ces deux catégories. La réforme de 1993 a été préparée par les lois Pasqua. La première loi Pasqua de 1986 limite les conditions de séjour en France et facilite les expulsions. Avec cette loi, un enfant né en France de parents étrangers ne peut acquérir la nationalité française que s'il démontre sa volonté de le faire à 16 ans en prouvant qu'il a été instruit en France et dispose d'une maîtrise suffisante de la langue française. La deuxième loi Pasqua sur le « contrôle de l'immigration » a rendu la régularisation des étrangers en situation irrégulière et plus généralement les conditions de séjour des étrangers plus difficiles. Charles Pasqua déclare le 11 mai 1987 : « Certains m'ont reproché d'avoir utilisé un avion mais si nécessaire je vais utiliser les trains », et le 2 juin 1993 au journal Le Monde, il précise l’intention de la loi : « La France a été un pays d'immigration, il ne veut plus l’être. Notre objectif, en tenant compte des difficultés de la situation économique, est de tendre vers l'immigration zéro ». Par conséquent, le droit de la nationalité française moderne combinait alors quatre facteurs : la paternité ou « droit du sang », l'origine de naissance, le pays de résidence et de la volonté exprimée par un étranger ou une personne née en France de parents étrangers de devenir français.
La loi sur l'immigration du Premier ministre Manuel Valls et du ministre de l'Intérieur Bernard Cazeneuve votée le 18 février 2016 transforme profondément le système français de l'immigration. La loi favorise l'ouverture, l'accueil et renforce les droits des étrangers et crée de nouvelles possibilités d'obtention de la nationalité française. Par exemple, la nouvelle loi permet aux étrangers malades en situation irrégulière et qui n'ont pas les moyens personnels d'être soignés dans leur pays d’obtenir leur régularisation et le droit de bénéficier du système de soin français. La nouvelle loi interdit également le placement en rétention administrative de familles avec enfant mineur (article L551-1 et L561-2) rendant dès lors, l’expulsion des familles en situation irrégulière quasi impossible,.

### Nationalité et citoyenneté
La nationalité française n'a pas toujours été l'équivalent de citoyenneté française. Certaines catégories de personnes françaises ont été exclues, durant l'histoire, de la pleine citoyenneté :
- femmes : jusqu'à la Libération, les femmes n'avaient pas le droit de vote. Le gouvernement provisoire du général de Gaulle leur a accordé ce droit par ordonnance le 21 avril 1944. À la fin des années 2010, les femmes souffrent encore de sous-représentation dans la classe politique[74] et de salaires moindres à fonctions égales[75]. La loi du 6 juin 2000 sur la parité a tenté de répondre à cette question[76] ;
- armée : pendant une longue période[Quand ?], l’armée a été surnommée la « Grande muette » en référence à l'interdiction de toute ingérence dans la vie politique. Pendant une grande partie de la Troisième République (1871-1940), les élites militaires étaient majoritairement monarchistes ou bonapartistes (et donc anti-républicaines et contre-révolutionnaires). La crise du 16 mai 1877 — qui conduit presque à un coup d’État monarchiste du maréchal de Mac Mahon —, l'agitation boulangiste de 1885-1889 et l'affaire Dreyfus sont les principaux exemples de cet esprit anti-républicain. Par conséquent, les militaires n’avaient pas le droit de vote et ne l’obtiennent qu’avec la prescription du 17 août 1945 : la contribution du général de Gaulle et des militaires de la France libre réconcilient l'armée avec la République. Néanmoins, les militaires ne bénéficient pas de l'ensemble des libertés publiques, comme spécifié dans la loi du 13 juillet 1972 sur le statut général des militaires ;
- les jeunes : la loi du 5 juillet 1974 à l'instigation du président Valéry Giscard d'Estaing a abaissé l'âge de la majorité civile de 21 à 18 ans ;
- les étrangers naturalisés : depuis la loi du 9 janvier 1973, les étrangers qui ont acquis la nationalité française ne doivent plus attendre cinq ans après leur naturalisation pour être en mesure de voter ;
- les habitants des colonies : la loi du 7 mai 1946 fixe le statut de non citoyen français les soldats de l' « Empire colonial » (comme les tirailleurs) tués pendant la Première Guerre mondiale et la Seconde Guerre mondiale[60] ;
- les citoyens étrangers d'un État membre de l'Union européenne forment un cas particulier en ce que même si non français, ils sont autorisés à voter aux élections locales françaises[note 2] et peuvent assumer toutes missions diplomatiques ou consulaires françaises[note 3].

La France a été l'un des premiers pays à mettre en œuvre des lois de dénaturalisation. Le philosophe Giorgio Agamben souligne le fait que la loi française de 1915 a permis la dénaturalisation de citoyens naturalisés d'origine « ennemies ». C’est l'un des premiers exemples d'une telle législation. En outre, certains auteurs[Qui ?] qui se sont intéressés à la « crise de l'État-nation », soutiennent que la nationalité et la citoyenneté deviennent des concepts distincts. Ils montrent à titre d'exemple, les concepts de « citoyenneté supranationale », « citoyenneté internationale » ou encore « citoyenneté du monde » (par exemple au travers d'adhésion à des organisations internationales non gouvernementales comme Amnesty International ou Greenpeace). D’après ces auteurs, cela pourrait indiquer la tendance à l’apparition de revendication d’une « citoyenneté post-nationale ». À côté de cela, la citoyenneté moderne est liée à la participation civique (également appelé liberté positive), qui implique le vote, les manifestations, les pétitions, le militantisme, etc.
Divers auteurs (dont Philippe Van Parijs, Jean-Marc Ferry, Alain Caillé, André Gorz) soutiennent que l’instauration d’un revenu minimum ferait obstacle à l'exclusion de la citoyenneté. Pour eux, l'exclusion sociale pourrait conduire à la privation d’une partie de citoyenneté.

## Citoyenneté européenne
Le traité sur l'Union européenne, (TUE), dit traité de Maastricht du 7 février 1992 et entré en vigueur le 1er novembre 1993 a introduit le concept de citoyenneté européenne, qui vient en complément des citoyennetés nationales. Depuis, tout citoyen français est également citoyen de l'Union européenne.

## Citoyenneté des étrangers
Par définition, un « étranger » est une personne qui n'a pas la nationalité française. Cependant, il n’est pas synonyme d’« immigrant », puisqu’un étranger peut être né en France. Lors d’un séjour légal en France, il est possible de demander la naturalisation après une résidence de dix ans. Si la démarche n'est pas effectuée, la personne est alors considérée comme un « étranger illégal ». Certains font valoir que cette privation de nationalité et de citoyenneté ne cadre pas avec leur contribution aux efforts économiques nationaux, et donc à la croissance économique.
Globalement, les droits des étrangers en France se sont améliorées au cours de la deuxième moitié du XXe siècle :
- 1946 : droit d'élire représentant syndical (mais pas d'être élu en tant que représentant) ;
- 1968 : droit de devenir un délégué syndical ;
- 1972 : droit de siéger au conseil d'entreprise et d'être un délégué des travailleurs à la condition de « savoir lire et écrire le français » ;
- 1975 : ajout d’une condition supplémentaire : « être en mesure de s'exprimer en français » ; droit d’élire les prud'hommes, mais impossibilité d’être élus ; les étrangers peuvent aussi avoir des postes administratifs ou de direction au sein d’un syndicat mais suivants diverses conditions ;
- 1982 : ces conditions sont supprimées, seule la fonction de conseiller prud'homal est réservé à ceux qui ont acquis la nationalité française. Les étrangers peuvent être élus aux fonctions de représentation des travailleurs (lois Auroux). Ils peuvent aussi devenir administrateurs au sein des structures publiques telles que les banques de sécurité sociale (caisses de sécurité sociale), OPAC (administration des HLM), OPHLM ;
- 1992 : pour les citoyens de l'Union européenne : droit de vote aux élections européennes, d'abord exercés au cours des élections européennes de 1994 et aux élections municipales (à partir des élections municipales de 2001).

## Statistiques
L'Insee ne recueille pas de données sur la langue, la religion ou l'origine ethnique suivant le principe laïc et unitaire de la République française. Néanmoins, il existe des sources qui répertorient ces distinctions :
- la CIA World Factbook définit les groupes ethniques de la France comme étant « celtique et latin avec des minorités germaniques, slaves, d’Afrique du Nord, d’Afrique subsaharienne, indochinoise et des minorités basques. Et pour les départements d'outre-mer : noirs, blancs, mulâtres, indien, chinois et amérindien »[80]. Ces données sont régulièrement reprises dans les rapports de données démographiques[81] ;
- le Département d’État américain possède des données plus détaillées : « Depuis les temps préhistoriques, la France a été un carrefour de commerce, de voyageurs et d'invasions. Trois composantes ethniques européennes fondamentales se sont mélangées au fil des siècles sur le territoire de la France moderne : les peuples celtiques, latins et teutoniques (francs) - pour compenser sa population actuelle […] Traditionnellement, la France a eu un niveau élevé d'immigration […] en 2004, il y avait plus de 6 millions de musulmans, en grande partie d'origine nord-africaine, vivant en France. En France vivent à la fois les plus importantes populations musulmanes et juives d’Europe »[82] ;
- l'Encyclopædia Britannica indique que « les Français ont fortement conscience d'appartenir à une seule nation, mais qu’ils constituent à peine un groupe ethnique unifiable par un indicateur scientifique », et il est ensuite mentionné différentes populations composant la population de France : les Basques, les Celtes (appelés Gaulois par les Romains), et les peuples germaniques (teutoniques) (y compris les Normands ou Vikings). La France est aussi devenue « au XIXe et surtout au XXe siècle, la destination principale de l'immigration étrangère en Europe[83]. »

## Immigration
En 2018, selon Cris Beauchemin, chercheur à l'INED : « Pas de chiffres fiables. En la matière, on ne dispose que d’estimations partielles. Avec l’enquête « Trajectoires et origines » de 2008 (Ined-Insee), on estime que 17 % des enfants nés entre 1968 et 2008 ont au moins un parent immigré, et 11 % au moins un grand-parent immigré. En somme, avec la première, la deuxième et la troisième génération, on peut estimer que deux personnes sur cinq sont issues de l’immigration. »
En 2008, l'Institut national français de la statistique (INSEE) estimait que 5,3 millions d'immigrants nés à l'étranger et 6,5 millions de descendants directs d'immigrés (nés en France d'au moins un parent immigré) vivaient en France représentant un total de 11,8 millions et 19 % de la population totale en France métropolitaine (62,1 millions en 2008). Parmi eux, environ 5,5 millions sont d'origine européenne et 4 millions d'origine maghrébine,.

## Populations d'ascendance française
Tout d'abord, on retrouve les Français autochtones sur l'ancien territoire des Gaulois et des Aquitains. Cela correspond actuellement à la France continentale, en Belgique (en Wallonie administrative), en Suisse (en Suisse française), en Italie (dans la vallée d'Aoste et en Gaule cisalpine, bien que ces derniers soient de culture et de langue italienne), en Espagne (dans le Val d'Aran, bien qu'ils soient de culture et de langue gasconne) et aux îles anglo-normandes.
Ensuite, on retrouve des Français présent depuis plusieurs siècles dans l'outre-mer français, comme à Saint-Pierre-et-Miquelon, dans les Antilles françaises, en Guyane, en Polynésie française, à Wallis-et-Futuna, en Nouvelle-Calédonie, à La Réunion, à Mayotte, dans les îles éparses, à Saint-Paul-et-Amsterdam, aux îles Kerguelen, les îles Crozet et la Terre-Adélie (des dernières sont utilisées par les chercheurs et les militaires).
Il y a aussi des Français présents depuis plusieurs siècles dans d'autres pays d'Amérique comme au Canada (avec le Québec, l'Acadie et autres), aux États-Unis (avec la Cadie et autres) et autres.
S'ajoute à cela une forte expatriation dans beaucoup de pays, notamment l'Andorre et le Luxembourg.

## Français résidant à l'étranger
Ces chiffres dans le tableau suivant, fournis par le Ministère des Affaires étrangères, ne sont pas censés être complets car ils se basent sur des déclarations volontaires faites par les résidents français à l'étranger (que le Quai d'Orsay invite vivement à faire auprès de ses ambassades, afin également de faciliter les formalités administratives liées aux autorisations de séjour dans les pays concernés, la facilitation des déplacements dans ces pays ou lors de retours occasionnels en France, le maintien de droits en France auprès de certains organismes, et les opérations relatives aux rapatriements de revenus ou la défense des intérêts et droits légaux des personnes concernées dans ces pays).
Les personnes déclarées sont maintenant automatiquement retirées des fichiers consulaires après 5 ans (durée maximale de validité des passeports français), sans renouvellement de leur déclaration. Ce délai est généralement pour suivre les personnes dans des pays soumis à des visas de séjour, mais pas pour les pays où des visas de longue durée sont accordés (ou non nécessaires dans l'Union européenne où la carte d'identité valide 10 ans suffit), ni pour les personnes ayant obtenu une seconde nationalité (notamment par alliance) et qui omettent fréquemment d'effectuer ces déclarations pour renouveler leur passeport français. Dans certains pays en conflit, il est possible également que ces personnes ne soient pas déclarées comme françaises (ou n'entrent pas en contact avec l'autorité consulaire) mais utilisent un passeport issu d'un pays tiers avec lequel la France a passé des accords de coopération ou de représentation, ou bien n'y résident pas suffisamment longtemps pour justifier une telle déclaration.

Ces chiffres ne peuvent donc fournir qu'une estimation basse mais à peu près représentative de l'importance relative de la présence française dans les autres pays, avec une incertitude plus élevée pour les pays les moins fréquents.